# 卡特琳·考施克
卡特琳·考施克（德語：Katrin Kauschke，1971年9月13日—），德国女子曲棍球运动员。她曾代表德国参加1992年、1996年和2000年夏季奥林匹克运动会曲棍球比赛，其中1992年奥运会获得一枚银牌。